# 松山区 (赤峰市)
松山区是中华人民共和国内蒙古自治区赤峰市下辖的一个市辖区。赤峰市政府及新区驻地。

## 历史
清乾隆三十九年（1774年），置乌兰哈达厅。乾隆四十三年（1778年）三月，改乌兰哈达厅为赤峰县。光绪三十三年（1907年）十二月升赤峰县为赤峰直隶州。
民初，1913年7月撤直隶州，仍称赤峰县。满洲国时期，析赤峰县地置赤峰市。1940年1月，赤峰县并入翁牛特右翼旗。1945年8月，翁牛特右旗改为赤峰县。1946年10月析置赤西县。1947年10月，赤峰市并入赤峰县，赤西县并入赤峰县。1948年9月，赤峰县分置赤峰市。1958年10月撤县设市。1962年9月市县分治，设赤峰县。1983年10月，撤销昭乌达盟，设地级赤峰市，改赤峰县为赤峰市郊区。1993年7月，经国务院批准，赤峰市郊区改名为松山区。

## 行政区划
松山区下辖7个街道办事处、1个街道办事处筹备处（松城街道）、9个镇、4个乡、1个民族乡：
振兴街道、向阳街道、松州街道、铁东街道、穆家营子镇、初头朗镇、大庙镇、王府镇、老府镇、哈拉道口镇、上官地镇、安庆镇、太平地镇、当铺地满族乡、夏家店乡、城子乡、大夫营子乡、岗子乡、玉龙街道、全宁街道、兴安街道和松城街道。

## 人口
根据(内蒙古自治区)赤峰市第七次全国人口普查公报显示：松山区常住人口为706312人，男性人口占比51.17%，女性人口占比48.83%，年龄结构中0-14岁占比16.6%，15-59岁占比65.73%，60岁以上占比17.67%，65岁以上占比11.04%。

## 交通
- 111国道过境。
- 305国道过境。